# Max Greenfield
Max Greenfield (Dobbs Ferry, 4 settembre 1979) è un attore statunitense.
Conosciuto prevalentemente per il suo ruolo come Leo D'Amato in Veronica Mars e di Nick Pepper in Ugly Betty, è stato inoltre co-protagonista della serie Modern Men sulla rete The WB. A partire da settembre 2011 è co-protagonista della serie della Fox New Girl nel ruolo di Schmidt, che gli è valso una nomination al Premio Emmy come miglior attore non protagonista in una serie commedia. Nel 2015 partecipa a due episodi della quinta stagione di American Horror Story. Nel 2018 partecipa alla seconda stagione di American Crime Story sull’assassinio di Gianni Versace, nei panni di Ronnie, amico del serial killer Andrew Cunanan.

## Biografia
Greenfield è nato e cresciuto a Dobbs Ferry, New York. Di religione ebraica, ha avuto un Bar mitzvah a tema Saturday Night Live. Attualmente vive a Los Angeles, California insieme a sua moglie Tess Sanchez, alla loro figlia Lily e al figlio Ozzie.
Greenfield ha partecipato come guest-star a molte serie TV, tra le quali Una mamma per amica, Undressed, Boston Public e in The O.C. nella parte del giovane Sandy Cohen in un flashback.  Ha inoltre interpretato lo studente di college gay Micheal in Greek - La confraternita, l'insegnante di inglese Mr. Robbins in No Ordinary Family e Ian, il proprietario della caffetteria in Happy Endings (serie televisiva). Greenfield ha recitato nel ruolo di Leo d'Amato nella serie Veronica Mars dal 2005 al 2007.
Nella carriera cinematografica, si ricorda particolarmente la partecipazione al film indie Cross Bronx, vincitore del Tribeca Film Festival, nonché del Cinevegas e dell'Urban World festivals. Ha inoltre recitato in When Do We Eat, nel quale ha interpretato il ruolo di un imprenditore del Dot-com che perde ogni cosa e si converte al Chassidismo.
Dal 2011 al 2018, ha avuto un ruolo da co-protagonista in New Girl insieme all'attrice Zooey Deschanel. BuddyTV lo ha inserito alla posizione numero 6 nella lista dei "TV's Sexiest Men of 2011". Nel 2015 entra nel cast della quinta stagione della serie antologica American Horror Story, di Ryan Murphy, recitando in tre episodi e nel maggio 2017 è stata confermata la sua presenza nel cast principale della seconda stagione di American Crime Story (anch'essa diretta da Murphy), intitolata L'Assassinio di Gianni Versace, dove interpreta il ruolo di Ronnie, amico del killer Andrew Cunanan. Nel 2018 Greenfield è stato scelto per il ruolo principale di Dave Johnson nella sitcom di CBS The Neighborhood.

## Filmografia

### Cinema
- Cross Bronx, regia di Larry Golin (2004)
- Pazzo pranzo di famiglia (When Do We Eat?), regia di Salvador Litvak (2005)
- They Came Together, regia di David Wain (2014)
- Veronica Mars - Il film (Veronica Mars), regia di Rob Thomas (2014)
- About Alex, regia di Jesse Zwick (2014)
- Hello, My Name Is Doris, regia di Michael Showalter (2015)
- La grande scommessa (The Big Short), regia di Adam McKay (2015)
- L'era glaciale - In rotta di collisione (Ice Age: Collision Course), regia di Mike Thurmeier e Galen T. Chu (2016) - voce
- Il castello di vetro (The Glass Castle), regia di Destin Daniel Cretton (2017)
- La fratellanza (Shot Caller), regia di Ric Roman Waugh (2017)
- A Futile and Stupid Gesture, regia di David Wain (2018)
- What Men Want - Quello che gli uomini vogliono (What Men Want), regia di Adam Shankman (2019)
- Una donna promettente (Promising Young Woman), regia di Emerald Fennell (2020)
- Cani & gatti 3 - Zampe unite (Cats & Dogs 3: Paws Unite!), regia di Sean McNamara (2020) - voce
- Unfrosted - Storia di uno snack americano (Unfrosted), regia di Jerry Seinfeld (2024)

### Televisione
- Undressed – serie TV, 1 episodio (1999)
- Boston Public – serie TV, episodio 2x12 (2002)
- Una mamma per amica (Gilmore Girls) – serie TV, episodio 4x04 (2003)
- Sleeper Cell – serie TV, episodio 1x01 (2005)
- Veronica Mars – serie TV, 11 episodi (2005-2007)
- Modern Men – serie TV, episodi 1x01, 1x04 e 1x05 (2006)
- The O.C. – serie TV, episodio 4x13 (2007)
- Life – serie TV, episodio 1x02 (2007)
- Ugly Betty – serie TV, 8 episodi (2007-2008)
- Greek - La confraternita (Greek) – serie TV, 5 episodi (2008)
- Kath & Kim – serie TV, episodio 1x07 (2008)
- Group, regia di Jack Kenny – film TV (2009)
- Melrose Place – serie TV, episodio 1x05 (2009)
- Avvocati a New York (Raising the Bar) – serie TV, 4 episodi (2009)
- Castle - Detective tra le righe (Castle) – serie TV, episodio 2x22 (2010)
- Lie to Me – serie TV, episodio 2x13 (2010)
- No Ordinary Family – serie TV, episodio 1x05 (2010)
- The Whole Truth – serie TV, episodio 1x08 (2010)
- Undercovers – serie TV, episodio 1x11 (2010)
- The Gentlemen's League – serie TV, episodi 1x06 e 1x08 (2010-2011)
- The Boys and Girls Guide to Getting Down, regia di Michael Shapiro – film TV (2011)
- Hot in Cleveland – serie TV, episodi 2x05 e 5x07 (2011-2014)
- Happy Endings – serie TV, episodio 1x09 (2011)
- The Indestructible Jimmy Brown, regia di Maximiliano Hernández – film TV (2011)
- New Girl – serie TV, 146 episodi (2011-2018)
- NTSF:SD:SUV:: – serie TV, episodio 2x04 (2012)
- Bob's Burgers – serie TV, episodi 3x21-6x03-6x16 (2013-2016) - voce
- Robot Chicken – serie TV, episodio 7x11 (2014) - voce
- Gigi: Almost American – serie TV, episodio 2x05 (2014)
- Gigi: Almost American - Season Two, regia di Ty Clancey – film TV (2014)
- The Mindy Project – serie TV, episodi 2x19-3x21 (2014-2015)
- American Horror Story – serie TV, episodi 5x01-5x02-5x03 (2015)
- Will & Grace – serie TV, episodio 9x5 (2017)
- American Crime Story – serie TV, 3 episodi (2018)
- The Neighborhood – serie TV (2018-in corso)
- Una serie di sfortunati eventi (A Series of Unfortunate Events) – serie TV, episodi 3x05-3x06 (2019)
- Veronica Mars – serie TV, episodi 4x04-4x06-4x07 (2019)
- American Horror Stories – serie TV, episodio 2x02 (2022)
- Running Point - serie TV, 7 episodi (2025-in corso)

## Doppiatori italiani
Nelle versioni in italiano delle opere in cui ha recitato, Max Greenfield è stato doppiato da:
- Stefano Crescentini in New Girl, American Horror Story, About Alex,  Hello, My Name Is Doris, Will & Grace, American Crime Story, Il castello di vetro, American Horror Stories, The Neighborhood, Unfrosted - Storia di uno snack americano, Running Point
- Francesco Pezzulli in Lie to Me, A Futile and Stupid Gesture
- Marco Baroni in Veronica Mars, Veronica Mars - Il film
- Gianfranco Miranda in Una serie di sfortunati eventi
- Emiliano Coltorti in Happy Endings
- David Chevalier in The O.C.
- Andrea Mete in Castle
- Gabriele Marchingiglio in La fratellanza
- Nanni Baldini in  What Men Want - Quello che gli uomini vogliono
- Gianluca Cortesi in They Came Together
- Fabrizio Dolce in Una donna promettente

Da doppiatore è sostituito da:
- Marco Vivio in L'era glaciale - In rotta di collisione
- Gianni Giuliano in BoJack Horseman
- Giuseppe Ippoliti in Cani & gatti 3 - Zampe unite